# Marine Ghazarian
Marine Ghazarian (orm. Մարինէ Ղազարյան, ur. 28 listopada 1985 roku) – armeńska lekkoatletka specjalizująca się w sprincie, uczestniczka igrzysk olimpijskich w Atenach (2004).

## Igrzyska olimpijskie
Wzięła udział w biegu na 100 metrów w czasie igrzysk w 2004 roku. Uzyskała w nim czas 12,29, który nie dał jej awansu do ćwierćfinału.